# 普格県
普格県（ふかく-けん、四川彝語: ꁌꐘꑤ）は中華人民共和国四川省涼山イ族自治州西南部に位置する県。

## 地理
東北部から南部にかけて西洛河が流れる。

## 行政区画
- 鎮:普基鎮、蕎窩鎮、螺髻山鎮、五道箐鎮、花山鎮、日都迪薩鎮、西洛鎮、夾鉄鎮
- 郷:黎安郷、大坪郷、特茲郷、瓦洛郷、大槽郷

## 交通
道路
省道
- 212省道

## 健康・医療・衛生
- 普格県人民医院